# アインスト
アインストとは、『スーパーロボット大戦シリーズ』に登場する架空の生命体である。ここでは、ツェントル・プロジェクトによって改造させられたアインストの進化形態であるイェッツト、『無限のフロンティア』に登場するアインストについても解説する。

## 概要
アインスト（独語 Eins）は、かつての、昔、いつか、将来を意味する。
作中では正体不明の生体群の総称として使われている。その正体は、生命が誕生するより遥か昔、地球をルーツとする生命を監視するために「思念体」によって生み出された人造生命体。当初の存在意義や衝動は地球をただ傍観者として観測することのみであった。しかしその目的は次第に変化し、闘争に明け暮れる人類を不要物とみなし宇宙から排除しようとするになる。
階級ごとに役割が分かれている。上位のアインストは意思を持っており、ハチやアリのように下位のアインストを生み出して使役する。通常は自分たちのために作り出した異次元空間に生息している。熱源反応もなく空間転移で出現するため、探知は困難。
監視対象を理解するためなど、相手の情報をもとにコピーを作ることがある。『OG2』・『IMPACT』・『COMPACT2』の本家アインストは、不完全なものしか造れない（ゲシュペンストのような例外もある）が、エンドレス・フロンティアのアインストはそれを大きく上回る。生命体に関しては外見・能力を完全にトレース、希薄ながら自我を持つ。ナハトを始めとする機動兵器については、再生能力を付加・強化した完全なコピーを作成できる。
何らかの通常物質・機械類・人間と融合した状態の場合は、機能を残したまま存在し続けるようだ（例としてはエクセレンや、『OGs』以降のライン・ヴァイスリッター、消滅間際にアクセルと一時期融合したアルフィミィ、ラズムナニウムを投与されたアインストレジセイア（後のイェッツトレジセイア）、『無限のフロンティア』ではナハト・アーベントがある）。

### COMPACT2およびIMPACTのアインスト
『COMPACT2』では、誘いの手としてわざと熱源反応に引っかかり、プレイヤー部隊をおびき出したケースがあるほか、出現の兆候をニュータイプ・強化人間、ミ・フェラリオは感知するケースが頻発している。
人間の可聴域を越えた音波を発し、無人機や人間を乗っ取って操作し配下に収めてしまうことが可能（一定以上の「意思」を持つ場合は操作されない）。
『MX』の世界には、かつて世界を見守る「監視者」なる存在がいたらしいが関連は不明。

### OGシリーズのアインスト
新西暦187年から188年に及ぶまで地球圏全域に突如として現れた正体不明の生体群の総称。永い眠りから目覚めたばかりであったアインスト首魁「ノイ・レジセイア」はエクセレンを目印とし、地球人類が世界を構成するヒエラルキーの頂点足り得るものか見極めようとした。やがて目的が「観測」から「監視」や「管理」へと変質し人類（霊長類）との物理的接触を経て、最終的に「独占、融合」へとアインストというシステムは変化していった。その結果、戦いに明け暮れる人類の存在は宇宙には不要と判断し、全ての生命を抹殺した後に新たな生命を生み出そうとする。
蚩尤塚（しゆうづか）にて存在が初めて確認される。当初は小規模な活動に過ぎなかったが、オペレーション・プランタジネット終盤にかけ世界各地で大量発生し、連邦軍と交戦を開始する。その矛先は地球人だけでなくインスペクターにも向けられた。
首魁たるノイレジセイアは宇宙において安定して存在するための依り代を求めており、その対象として地球でマシンセルなどを調査していた。最終的に選ばれたのがホワイトスターであり、融合することでシュテルンレジセイアへと変化。地球へ降下し目的を果たそうとするが、ハガネおよびヒリュウ改の前に敗れ去り、地球各地のアインストも活動を停止した。
アインストは身体の中央部に球体状のコアをもち、これを破壊されない限り自己再生が可能である。撃墜あるいは最上位個体が撃破された場合は、破片等まで完全に消滅してしまうため、残骸を回収することはもちろん、解析も出来ない。『OG』シリーズでは設定が違うのか、撃破された場合残骸は残るらしく、ラトゥーニがカイに解析結果を報告していた。
『OG』の世界ではバラルの園/バラルとの因縁があると語られており、バラルからは「百邪」のひとつとされていた。『OGIN』では人間をアインスト化させる特殊な霧をばらまいた。

### 無限のフロンティアシリーズのアインスト
『無限のフロンティア』ではクロスゲートが力の源とされている（他世界のアインストもそうであるかは不明）。
ヴァールシャイン、およびレジセイアの崩壊後も出現しており、上位の存在が滅んでも存在し続けている。また、エンドレス・フロンティア各地に出現したミルトカイル石はアインストと極めて近い反応を示している。

## 人型大タイプ
『無限のフロンティア』で登場した人間サイズのアインスト。数万年前にエンドレスフロンティアに落着した、アインストレジセイアが産み出した。
アインストヘルツ
昆虫のような姿をした下級アインストで、電撃を操る。アインストグリートに近い種らしく「ハイスブリッツ」なる光線を撃つ事が出来る。
アインストヘルツォーク
アインストヘルツの強化版。
アインストブルーメ
『EXCEED』に登場した新種。全身が植物のような緑に変わっている。
アインストフェッター
『EXCEED』で登場した新種。ヘルツォークに酷似したカラーリングを持つ。
アインストデンケン
アインストゲミュートに類似したアインスト。鎧の様な体を持ち、主に篭手の部分を分離して殴りつけて攻撃してくる。
アインストラウネン
アインストデンケンと同じ形状・武装だが、より強化されている。また、カラーリングも黒と赤を基調にしたものになっている。
アインストシュタム
『EXCEED』に登場した新種。デンケンと同じ姿だが、植物の様な緑のカラーリングを持つ。
アインストニヒテ
『EXCEED』から登場の新種。デンケンの同種で、全身が漆黒に変わっている。
アインストムント
アインストグリートに類似したアインスト。グリートと同じレーザーのような攻撃だけでなく、放電のような攻撃も可能。デンケン、シェーデルと比べると、元になったアインストと比べて形態の変化がやや大きい。
アインストナーゼ
アインストムントと同じ形状・武装だが、黒と赤を基調としたカラーリングになっている。アインストムントと比べ能力が向上している。触手の先に蕾らしき突起物があるなど、フォルムとしてはイェッツトグリートに近い。
アインストクノスペ
『EXCEED』に登場した新種。ムントと同じ姿、酷似したカラーリングを持つが、こちらはより植物に近い。
アインストネッフェ
『EXCEED』から登場の新種。ムントの同種で、全身が漆黒に変わっている。
アインストシェーデル
アインストクノッヘンに類似したアインスト。クノッヘン同様、骨を体から飛ばして攻撃する。「シックナーゲル」などクノッヘンと同様の攻撃も可能。
アインストファウスト
アインストシェーデルの強化版。
アインストタンテ
『EXCEED』で登場した新種。ファウストに似たカラーリングを持つ。
アインストアスト
『EXCEED』の新種。シェーデルと同じ姿だが、全身が植物の様な緑に変色している。
アインストオンケル
『EXCEED』に登場した新種。モチーフが『OG』に存在しない『無限』オリジナル。黒く、サソリに似た形状を持ち、尾らしき部分で突き刺したりビームを撃ったりして攻撃して来る。
アインストゴルト
オンケルの強化版。全身が金色に変色している。
アインストヴルツェル
オンケルの同種。やはり、全身が植物の様な緑になっている。

### ヴァールシャイン・リヒカイト
【Wahrscheinlichkeit = 可能性】
声優：楠大典
上記のアインストを統べる存在。
数千〜数万年前、原因は不明だがアインストレジセイアがエンドレスフロンティアに落着した。落着したアインストレジセイアは元の世界に戻るためにクロスゲートを何度も開き続けたが、異なる世界が繋がるだけで元の世界には帰れなかった。その後は創り出した異次元空間の中で数千〜数万年の間休眠に入っていたが、その間に身体が化石化し身動きが取れなくなってしまう。この時にクロスゲートによって繋がれ、形成された世界群が現在のエンドレスフロンティアとなった。
上記のアインストレジセイアが、体内に侵入したハーケンらを迎え撃つために分身として創り出したのがこのヴァールシャイン・リヒカイトである。ペルゼイン・リヒカイトと似た姿をしており、また必殺技のハーデス・ラインはペルゼイン・リヒカイトのライゴウエとほぼ同じ攻撃である。最初にハーケン達と対峙した時は両腕が無かったが、2回目の戦いでは1本ずつ太刀を持った両腕を遠隔操作して攻撃してくる。元の世界に戻ることに凄まじい執着心を持ち、一度瀕死に追い込まれても再生しようとしたが、最後はハーケンにより止めを刺される。その後ハーケン達と共にクロスゲートの暴走に巻き込まれたが、そのまま消滅したのか何処かへ飛ばされたのかは不明である。「EXCEED」では思念体としてヴィルキュアキント最奥部に出現。アルクオンに取り憑いていたが、激闘の末にアルクオンがアレディを主として認めたために弾き出され、今度こそ完全に消滅した。
必殺技
ハーデス・ライン
両腕を掲げ、全身からビームを放つ。技名をやや意訳すると「冥界の道」、すなわち「ヨミジ」となる。ただし、エフェクトは「ライゴウエ」。
ソウル・ボア
第二形態でHPが一定以上の場合、ハーデス・ラインの代わりに使用。両腕の太刀を抜き、遠隔操作して切り裂く。技名を直訳すると、「魂を抉る」、つまり「マブイエグリ」である。
戦闘BGMは「無限の“刻”が交わる場所で(Orche)」。スーパーロボット大戦シリーズで、最終決戦のBGMがタイトルBGMのアレンジとなっているのは近年の恒例だが、任天堂ハードでは初めて。

### ヴェーゼント・リヒカイト
ヴァールシャイン・リヒカイトと同じ姿を持ち、同じ技を使う存在（身体の色が違う）。Z・O・ソードと共に、フォルミッドヘイムのノース・オリトリアに封じられている。物語の途中までは話しかけても戦えないが、アインスト空間への道が開けると戦えるようになる。カットインも台詞もないが、自意識は持っている。何のために生み出されたかは不明。
『無限』では名称は「？？？」であり、正式名称は『EXCEED』で明らかになった。
ノース・オリトリアには、かつてフォルミッドヘイムの王に成り代わり戦乱を起こしたアインストが封印されており、エンターブレインから発売された攻略本のインタビューにてこのアインストがフォルミッドヘイムの王に成り代わった存在であることを開発者側が認めている。
『EXCEED』ではストーリーに少しだけ関わっている。
アインストの世界へ出向いたシュタール・ディープを殺害してなり代わり、10年戦争を引き起こした張本人。周囲からは全く疑われなかったが、些細な言動からエイゼルに感づかれ、当時副官だったカッツェによって正体を暴かれる。オルケストル・アーミーとの戦闘に陥り、部隊を壊滅させはしたものの敗北。ノース・オリトリアに封じられ、電磁バリアによって封印されていた。が、世界統合後に転移装置の残骸を「門」とし、ヴィルキュアキントへ逃走していたことが判明。浮上したヴィルキュアキント内でアレディ一行と戦い、最奥部のヴァールシャインに力を託して朽ちた。存在理由はヴァールシャインと同じく元の世界へ帰ることである。
戦闘BGMは「忌むべき訪問者(Ver.EF)」(無限)、「揺れる心の錬金術師(ver.EF)」、「無限の“刻”が交わる場所で(Orche)」(幻影、HP50%以上)、「Machine Soul(Ver.EF EXCEED)」(幻影、HP50％以下)」(以上EXCEED)。
必殺技
ハーデス・ウェイ
ヴァールシャインの「ハーデス・ウェイブ」に相当。胸部からビームを発射する。技名は直訳で「黄泉への道」、すなわち「ヨミジ」である。
グリート・ディエティ
両肩の鬼面を分離し、全方向からビームを叩き込む。ヴァールシャインにも同じ技がある。
ハーデス・ライン
ヴァールシャインと同じ技。

## 小型タイプ
以下、英字名称のあるものは北米版『OG』における表記。北米版『OG』で名前が違うものは（日本版 / 北米版）の順に表記する。
ドイツ語の日本語訳については北米版『OG2』にてスペルが確定しているもののみ記述する。また一部誤記の可能性がある箇所については注釈を加えた上で原文ママの表記としている。

### アインストクノッヘン
【Knochen = 骨】
COMPACT2・IMPACT……アインストシリーズの先鋒として登場。骨のようなフォルムが特徴。鋭い爪とあばら骨のようなパーツを用いた、近〜中距離における接近・格闘戦を得意とする。『COMPACT2』第3部ではHP回復（小）の能力が付加されたことが、ストーリーの上でも語られている。なお、パイロットの画像はIMPACTまでは赤い球体に触手がついたような外見をしていたが、『OG2』以降は外見の顔の部分のアップとなっている。これはグリート、ゲミュート、レジセイアも同様。
OG2…飛行能力と中距離射撃武器「オフェンハール」を失ったが、代わりに特殊武器（「ゲヴィンネンエネルギー」）を搭載した。
OG外伝…冒頭のクライ・ウルブズとの戦いでのみ登場。地球側のコードネームは「ボーン」。
OGIN……コア付近からビームを撃つ描写がある。
OGクロニクル……「親は親でも子は子たれ」にて「アインストクノッヘン[骨]亜種」として登場。なぜ変形する「殻（変形するロボット）」を人間が作るのか理解するためにアルフィミィが創り出した。外見はウィングガストを模している。コアからオフェンハールらしき無数の弾を放ち、シックナーゲルも同様に使う。またウィングガストと同じくスパイラルアタックも使用可能。グリート亜種との連携でグルンガストを挟撃するが、連携が正確すぎるために容易く位置を把握され敗北した。
「BIRTH OF LOVE」に「アインスト・クノッヘン」として登場。ライン・ヴァイスリッターのような蝙蝠型の羽根を持ち飛行可能。
武装
ゲヴィンネンエネルギー (Gewinnenergie)
特殊武器のエナジードレインに相当。
名称はGewinnen =「勝ち取る」「獲得する」、ergie(big) =「収穫の多い」の意。
オフェンハール
無数の爪を発射する。
シックナーゲル (Schicknagel)
胸部から生えた2本の角を連結させ、ブーメランのように発射する。
名称はschick =「粋な」「優雅」、nagel =「釘」「爪」の意。
キューンアルム (Kuhnalm)
爪で格闘戦を仕掛ける。『OGs』では左腕の爪を巨大化させておこなう。
名称はKuhn =「大胆な」「思いきった」、arm =「腕」の意。北米版『OG2』ではアルムはすべて「Alm」表記となっている。誤記かは不明。

### アインストグリート
【Glied = 手足】
COMPACT2・IMPACT……クノッヘンと対になる存在、あるいはユニット。植物の蔓、あるいは血管が絡まったようないでたちが特徴。触手とビームによるアウトレンジからの攻撃を得意とする。クノッヘン同様進化したのか、『COMPACT2』第3部ではHP回復能力が、『IMPACT』以降はMAP兵器版の「ハイストレーネ」が追加されている。しかし、接近戦に極めて弱く、射程1の空中と射程2のマスに対する攻撃手段が（『IMPACT』以降はMAP兵器以外）一切無い弱点がある。
OG2…特殊武器（「ゲヴィンネンエネルギー+」）を搭載した。しかし、これを使い切ると前述の弱点が露呈する。
OG外伝…冒頭のクライ・ウルブズとの戦いでのみ登場。地球側のコードネームは「グラス」。
OGクロニクル……「親は親でも子は子たれ」にて「アインストグリート[植物]亜種」として登場。ガストランダーを模したタイプ。エレガントアルム、ハイストレーネのほか、触手を束ねてのドリルアタックも使用可能。クノッヘン亜種同様、正確すぎる戦法が災いし敗北する。
武装
シュピンネファーデン (Spinnefaden)
特殊武器のスパイダーネットに相当。
名称はspinne =「蜘蛛」、faden =「糸」の意。
エレガントアルム (Elegantalm)
触手を伸ばして攻撃する。
名称はElegant =「優雅な」「洗練された」、arm =「腕」の意。
ハイストレーネ (Heistrane)
頭部にあたる空洞から光線を発射する。『OGs』以降は触手をそよがせてから放つ。
名称はHeis(heiß) =「熱い」、trane(träne) =「涙」の意。

### アインストゲミュート
【Gemüt = 心情、心】
クノッヘンとグリートの上位ユニットと思われるアインスト。鎧騎士のようなフォルムが特徴だが、中はからっぽである。関節が存在せず、各パーツは独立して浮遊している。そのため駆動方などは不明。鎧を直接ぶつけたり、体の中に吸い込んだりして攻撃してくる。『OGs』では特殊人型機動兵器との戦闘を前提に生み出されたアインストとされる。
COMPACT2・IMPACT……装甲やHPが高く、回復能力をも標準で持つ面倒な相手ではあるが、隣接した空中への攻撃手段がないのが弱点。『COMPACT2』第1部には登場しない。
OG2……特殊武器（「トターラージーク」「ヴァッフェシュロス」）を搭載したが、これ以外に射程1の対空攻撃手段を持たず、空中の敵に弱いのは相変わらず。
OG外伝……冒頭のクライウルブズとの戦いでのみ登場。地球側のコードネームは「アーマー」。なお、クノッヘン&グリートと違い、イェッツト化したタイプは登場しなかった。『無限のフロンティア』ではヴィルキュアキントの最下層でこの個体らしき骸が確認できる。
武装
トターラージーク (Totalersieg)
特殊武器のスタンショックに相当。
名称はTotaler =「完全な」、sieg =「勝利」の意。
ヴァッフェシュロス (Waffeschloss)
特殊武器のウェポンブレイカーに相当。
名称はWaffe =「武器」、schloss =「錠」の意。
キューンファオスト (Kuhnfaust)
体当たりを仕掛け、両腕で激しく殴りつける。『OGs』では腕を巨大化させて行う。
名称はkuhn =「大胆な」、faust =「拳」の意。
エルンストノイギーア
身体中央の光球から無数の光弾を発射する。
ヘラオスフォルデルング (Herausforderung)
分離して各パーツによる体当たりを仕掛け、上半身と下半身に合体。対象を甲殻内の空洞へと強引に収納して圧壊させる。
名称は「挑発」「挑戦」の意。

### 謎のアインスト
OGクロニクル……「CONTRAST -rash or cautious-」に登場。四足の鳥のような外見とクノッヘンに似た骨質の外装を持つ。戦闘中のハガネに取り付き機体データを盗み出し逃亡を試みた。擬態する能力に長け、ヴァイスリッターやサイバスター似の武装と性能をもつ姿に変化する。また追跡したビルトビルガーやアンジュルグの武装まで真似ていた。アラドとラミアの即興の合体技「ビルビルスタッグトルネード」を受け破壊される。

## 大型タイプ

### アインストレジセイア
【Regisseur = 演出家、（映画の）監督】
声優：若本規夫
大型のアインスト。人型の上半身と巨大な爪状の下半身を持ち、体の各所にクノッヘン、グリート、ゲミュートのような意匠を持つ。強大な思念波による攻撃も可能。専用BGMは「呪われし闘士（ヘラクレス）」。
COMPACT2……12,000年前に地球に訪れていたが、ライディーンによって滅亡は阻止されていた。第1部・第2部の最終ボスである。第1部のみHP回復を持たないが、代わりに1体目を撃破すると同一性能の個体が別の場所に再出現する。また、第3部では通常のボスキャラクターとしてバンドック内部やドレイク軍との決戦の場、謎のストーンサークルやムゲ宇宙など所々に出現。第3部のみ資金も入手可能。なお、第1部最終ステージ以外では2回行動を行う。
IMPACT……デビルガンダムのDG細胞を参考に、または組み込んで作られた。今回は第1部の段階でHP回復（小）があるが、代わりにリメイク前よりHPが下がっている。
OG2……特殊武器が搭載され、武器のエアヴァルトゥングが削除された。SRXを取り込もうとしたがHTBキャノンによって撃退されている。最終ステージに登場する量産タイプはHPと攻撃力が低下しているが、それでもHP、攻撃力共に高い。なお、量産タイプのほうが獲得資金が多い。隠し最終話に行かない場合の最終話では、熟練度が高いと敵機が全てアインストレジセイアとなる。
OG外伝……アースクレイドルに現れた一体がクライ・ウルブズにより凍結捕獲され、ツェントル・プロジェクトに回された。地球側のコードネームは「ヘッド」。
無限のフロンティア……化石化したアインストレジセイアが最終ダンジョンとなっており、レジセイアの身体を上っていく形になる。また、ヴァルナカナイに腕が落ちている。
OGIN……ウィニペグに出現し、グルンガスト参式1号機を窮地に追い詰める。しかし、龍王機・虎王機の介入と龍虎王・虎龍王の出現で逆転され、ヴァリアブル・ドリルで貫かれた上、龍王破山剣で一刀両断され撃破された。
デザインは斉藤和衛。
武装
ゲヴィンネンガイスト (Gewinnengeist)
特殊武器のスピリットドレインに相当。
名称はGewinnen =「勝ち取る」「獲得する」、geist =「精神」の意。
ライツフォルタウフェ (Reizvolltaufe)
特殊武器のマインドブラストに相当。
名称はreizvoll =「魅力的な」、taufe =「洗礼」の意。
エレガントアルム
左腕の触手を伸ばして攻撃する。
エアヴァルトゥング
腹部から光線を放つ。『IMPACT』では『α』に登場したズフィルードのアルドレーザーのエフェクトを流用している。
ウアタイルスクラフト (Urteilskraft)
右腕から巨大な光の球を放って相手を拘束、握り潰して粉砕する。なお設定画では右腕が爪、左腕が触手だが、『OGs』のカットインでは左右逆となっている。
名称は「判断力」の意。

### ノイ・レジセイア
【Neu = 新しい】
声優：若本規夫
アインストシリーズを統べる、最初にして最上位のアインスト。言わば「女王蜂」とでもいうべき存在。すべてを見守るだけの存在だったが、自分たちが望む進化をする生命を作り出すべく、人間に干渉する。ノイ・レジセイア自体がユニット扱い。外観はアインストレジセイアに似るが、こちらは足をもち完全な人型。
強大な力を持つ反面、その思考は機械的で柔軟性に欠ける。根本的に生命の雌雄という概念を理解できず、人類に対する理解もエクセレンという「女性」のみに限定したものであった。その結果アルフィミィという不完全な生命しか生み出せず、キョウスケらからは新しい生命など創造し得ないことを看破されていた。
『OG2』では条件次第でネビーイームと融合し「シュテルン・レジセイア」として復活する。なお初登場作品は、ユニット「ノイ・レジセイア」が『COMPACT2』。パイロットとしては『IMPACT』（『COMPACT2』では、ノイ・レジセイアに乗っていたのは「？？？」という謎の存在で、ほかのアインストシリーズと共通だった〈データの上では他よりも強化されている〉。区別されるようになったのは『IMPACT』から）。専用BGMは『OG2』では「凶星の監督官」。『OGs』では「凶星の監察官」。北米版『OG2』では「The Examiners」。
COMPACT2……隠しルートを通らない場合での最終ボス。自我をも持つほどになったが、戦闘シーンでは他のアインスト同様に無言だった。本来は地球で生まれた生命体が宇宙を埋め尽くしたときに目覚め、宇宙を正しい方向へ導くかどうかを監査し、チェックするだけの存在だったが、悠久の時を経てその目的はは少しずつ変質していき、戦争ばかりしている人類に失望。人間および全宇宙の生命体を抹殺し新しく宇宙を作り直そうとしたが、最終的にはガンドール隊に敗れる。
IMPACT……リメイクに際し、戦闘シーンでも自我を持った台詞を言うようになった。
OG2……隠しルートを通らない場合の最終ボス。隠しルートではホワイトスター（ネビーイーム）と同化、「シュテルン・レジセイア」と化す。
OGs……マップアイコンは存在するが、シナリオデモのみの登場であり戦闘する機会はない。一気に「シュテルン・ノイレジセイア（『OG2』でのシュテルン・レジセイア）」へと進化したため、登場が省かれた。
OGIN……名前のみ登場。人間に代わる新しい知的生命体を創造するべく様々な世界にアインストの種を撒いていたことが判明する。

### シュテルンレジセイア
【Stern = 星】
追い詰められたノイ・レジセイアがホワイトスター（ネビーイーム）を取り込み、生まれ変わった姿。その全長は40km以上。それ自身が異界とを繋ぐ一種のゲートであり、同時にアインストの製造プラントでもある。ただし、『OGs』においては下位アインストを生み出すことはない。
OG2……地球へ落下しようとしたが、ハガネ・ヒリュウ隊に敗れる。胎内から純粋なる生命体を生み出そうとしていたようだが、実現はしなかった。胎内で純粋なる生命体（人間）を生み出そうとして実現できなかった理由を、エクセレンは「女だけを調べても人間なんてできるわけがない」と指摘した。
OGs……機体デザイン、武装共に『OG2』同じだが、名前が「シュテルン・ノイレジセイア」となっていて、当初からホワイトスターを取り込んだ姿で出現する。なおギリアムはこの存在を「太極」に至るものではないと判断している。
OGIN……一言も言葉を発さないどころか自我を持っているのを示す描写が皆無であり、頭部がアインストレジセイアのものになっている。龍虎王、SRX、ダイゼンガー、アウセンザイターの攻撃によって倒される。
デザインは藤井大誠。
武装
エレガントアルム
空間を飛び越えて触手を伸ばし、対象を押しつぶす。
ザンクトゥーアリウム (Sanctuarium)
十字方向に光線を放つ。
エルプズユンデ (Erbsunde)
体中の光球から光を放ち、敵を奔流に飲み込んだのち、口から光線を放つ。最後の一撃を放つとき、髑髏のような素顔を露にする。
名称はドイツ語でErbsunde(Erbsünde) =「原罪」の意。

## コピータイプ

### ゲシュペンスト
COMPACT2……第3部に登場。ライン・ヴァイスリッターと共に早乙女研究所に出現した。ヴァイスリッターを解析したアインストが作り出したもので、ヴァイスリッターなどPTの「はじまり」であるゲシュペンストのコピー。ただし、武装はオリジナルとかなり異なり、他作品では未採用のガトリングガンや、何故か弾数制のプラズマカッター、EN消費式のニュートロンビーム、本来はMk-IIから装備されるスラッシュ・リッパーなどを持つ。さらに飛行可能である。アインストによる影響からかHP回復能力も有する。

### ゲシュペンストMk-II
IMPACT……ヴァイスリッターを解析しアインストが作り出したゲシュペンスト。オリジナルのMk-IIとは仕様が異なる（グラフィックは『α外伝』の量産型からの使い回しであるため、武装もそれに準ずる）。『COMPACT2』では「アインストがヴァイスリッターのデータから、その始まりであるゲシュペンスト（Mk-I）を生み出す」ということに意味があったが、データ流用の辻褄あわせのためかその設定はなくなった。
OGs……コピーとは異なるが、「向こう側」の世界でベーオウルブズ所属の量産型ゲシュペンストMk-IIがアインスト化している描写がある。

### アインストアイゼン
IMPACT、OG2……アルフィミィがキョウスケの存在を理解するため、アルトアイゼンをコピーして作ったアインスト。本来はパイロットのキョウスケごとコピーするつもりだったが、魂が宿ることは無かった。アルトアイゼンに似た外見や武装を持つ。再生能力を前提とした無謀ともいえる運用方法をされており、過激さではオリジナル以上。
武装
キューンボーラー (Kuhnbohrer)
特殊武器のアーマーブレイカーに相当。
名称はkuhn =「大胆な」、bohrer =「錐」「ドリル」の意。
マシーネンゲヴェイア (Machinengewehr)
右腕の機銃による攻撃。アルトアイゼンの3連マシンキャノンに相当。
名称はmaschinengewehr =「機関銃」。の意。ゲームでは「maschinen」の表記が抜けている。
ホルツシュラオペ (Holzschraube)
左腕のパイルバンカーによる攻撃。リボルビング・ステークに相当。
名称はholz =「木」「木材」、schraube =「ねじ」「ボルト」。の意。
クヴァドラートミーネ (Quadratmine)
両肩の弾倉から鋼弾をばら撒く。スクエア・クレイモアに相当。
名称はQuadrat =「正方形」、mine =「地雷」「機雷」の意。

### アインスト・アルフィミィ
【Alchemie = 錬金術】 (ALCHEMIE / Alfimi)
声優：水谷優子
作品ごとに設定が異なるため個別に解説する。
IMPACT…リメイクに際し追加されたキャラクターで、アインストの幹部格ともいえる少女。語尾に「ですの」とつけ、ゆっくりと喋る独特な口調が特徴。アインストシリーズの中で唯一人間に近い姿（外見の年齢は13-14歳前後と推測される）を持つ。『COMPACT2』では第3部まで謎であった「アインスト」という呼称を早期からガンドール隊らに伝えることとなった。
その正体は人類との接触および調査をより円滑にするため、エクセレンのデータを基に作り出された擬人型アインスト。エクセレンのコピーであるため、彼女の発言と似たような言動を取ることがある。キョウスケに好意らしきものを抱いているが、自身がコピーであるゆえに、彼への感情もコピーされたものではないかと苦悩していた。度々、キョウスケやエクセレンの行く手に現れ、一時は精神操作によってエクセレンをアインスト側に引き入れたこともあった。
幾多の戦いを経て最後はキョウスケ達と共闘することになる。しかしノイ・レジセイアを破壊した後、彼女に待っていたのは他のアインストと同様に消滅する運命だった。最後まで自分がエクセレンのコピーであり、「誰にもなれなかった」ことを悲しみながらも、自分を受け入れてくれたキョウスケとエクセレンに感謝の言葉を述べながら消滅した。その最期はエクセレンに強い衝撃を与え、その後自分の子供に「アルフィミィ」と名づけることをキョウスケに約束させている。搭乗機体はペルゼイン・リヒカイト。
衝撃騎士団…クライマックスの戦いのなか、半壊したペルゼイン・リヒカイトから脱出するよう言われたが、下半身は機体と融合しており、出ることは叶わないと語られた。
OG2…ほぼ『IMPACT』と同様の展開を見せる。本作において全身図のイラストが発表された。
THE ANIMATION…第3巻でキョウスケとエクセレンの回想の中で登場している。
OGs…エクセレンやラミアの口調を真似るなどGBA版よりノリが良くなっており、エクセレンとの関連を強調させている。
OG外伝…『OGs』のラストで消滅したはずだったが、意識体の状態で瀕死の重症をおっていたアクセルと出会い、大破したソウルゲインの再生能力を用いて自身とペルゼイン・リヒカイトを再生し、次にペルゼインの力でアクセルの傷を癒した（エクセレンを生き返らせたときと同様の手法かどうかは不明）。その後、目を覚ましたアクセルから分裂し、以後は共に行動している。アインストから独立して自己を確立したためか、エクセレンすらツッコミ役にまわすほどトボけた言動をとる。
OGクロニクル…「OG2.5」の時期のペルゼインのコックピットが『衝撃騎士団』や『OG2』の時期とは違う形状で描かれており、融合ではなく座って操縦している。アクセルの行動を何かとツンデレ的に解釈していた。
無限EX…アクセル共々記憶喪失の状態で登場。ノリは変わっていないが、本編よりもエクセレンのセリフのパロディが大幅に増えている。ペルゼインの武器と同名の刀「鬼蓮華」と鬼面「鬼菩薩」を使う。アクセルとは二人で1ユニット扱い。アクセルより記憶の回復が速く、ヴィルキュアキントで自身の存在を思い出している。三枚目を演じがちなアクセルの抑え役となっているが、たまに悪ノリする（担当声優が同じ片那に混じる、など）。何かと「乙女パワー」「魔法少女」を呼称する癖がある。
OGIN…エクセレンを連れ去り、支配下に置いた。アルトアイゼン・リーゼにアインストゲミュートを取り付かせ、キョウスケを連れ去ろうとしたが、アヴァランチ・クレイモアで吹き飛ばされ失敗。最終決戦時には「ベーオウルフ」から「新たな命にはなり得ない」と存在を否定され、「ベーオウルフ」の攻撃からキョウスケを庇ってペルゼイン諸共吹き飛ばされた。
第2次OG…エンドレス・フロンティアから帰還直後に鋼龍戦隊とガイアセイバーズの戦闘に巻き込まれ、ハガネに保護されて帰還直後で意識を失っているアクセルを渡して去る。その時、フリッケライ・ガイストとアレス・ガイストのファウ・ケルンが異常活性化したため、ドゥバンに狙われてしまう。そして、アレス・ガイストにペルゼイン・リヒカイトごと取り込まれてしまう。通常のエンディングではドゥバンが消息不明になり、その後の安否は不明だが、真のエンディングへ向かうルートではファブラ・フォレースでのアレス・ガイストとガルベルスとの戦いで大ダメージを受けたアレス・ガイストがクロスゲートから溢れる力をさらに吸収しようとした結果、拒絶反応を起こし、ペルゼイン・リヒカイトと共に吐き出される。そしてそのまま鋼龍戦隊に協力し、アダマトロン撃破後はアクセルと共にクロガネの一員となる。
専用BGMは「揺れる心の錬金術師（アルケミスト）」（OG本編。北米版『OG2』では「Alchemist's Query」）、「揺れる心の錬金術師(ver.EF)」、「極めて近く、限りなく遠い世界に(short)」（無限EXCEED）。『OG2』ではエクセレンのBGMである「白銀の堕天使（ルシファー）」も選べる。

### ペルゼイン・リヒカイト
【Persönlichkeit = 人格】
アルフィミィの搭乗機。怨霊や鬼を連想させる面のようなパーツを全身にあしらった、赤い鎧武者のような外見が特徴。地球側のコードネームは「レッド・オーガ」。見る者に強烈なインパクトを与えるその鬼ないし髑髏の仮面は「人格」を表現しており、鬼の装飾は人類全体のデータから導き出されたもの、そして「鬼面」は女性の怨念を具現化したものではないかとされる。他のアインストと異なり、母体であるノイレジセイアよりもアルフィミィの意思を優先して動く。
取り込んだものを再生させる能力を持ち、シャトル事故で傷ついたエクセレンを収容し、その内部でアインストの細胞を与え再生した。この時に生み出されたのがアルフィミィである。『OG外伝』では同様にアクセルも再生させている。
アルフィミィにペルゼイン・リヒカイトが与えられた理由は、エクセレンがPTのパイロットであったことから、彼女との効率的な接触を図るためにアルフィミィにも同様のデバイスが必要と判断された結果ではないかとされている。機体自体もPTのような人型機動兵器との戦闘に最適化されたサイズ、武装となっている。
頭部にはPTやAMと同様、複合センサーとしての機能が集約されている。額の球状パーツは思念受信機と思念波による精神攻撃の役割を持ち、ライン・ヴァイスリッターと同様の構造となっている。ボディはおもに骨格、外皮、軟質の筋繊維状のパーツで構成される。特に上腕部は骨格が存在せず触手のみで繋がっており稼動範囲が広い。武装は太刀「オニレンゲ」一本で、あとは内蔵武器となっている。機体の左右には浮遊する鬼面砲「オニボサツ」を帯同している。オニボサツは鬼面部分から骨格状の体を作り出し、それ自体が別個のアインストとして活動することも可能である（『OGs』の「マブイエグリ」に登場）。武器の名前は日本語標準語と沖縄方言の複合（マブイ = 沖縄方言で「魂」）で統一されている。
コックピットは腹部の機体制御を司る中心核であるコアにある。その描写は『OG2』と「OG2.5」の時期で異なっており、漫画『衝撃騎士団』や漫画『OGクロニクル』の『OG2』の時期では、アルフィミィとペルゼインが融合しているが、「OG2.5」の時期ではアルフィはコックピットに座って操縦している。生成されたのはアルフィミィより本機が先で、彼女を生み出したのも本機。そのためかハッチに該当する部分が存在しない。
劇中の活躍
IMPACT、OG2
自我に目覚めたアルフィミィによってアインストと敵対するが、宿命からは逃れられずレジセイアと共に消滅した。最終決戦の際に数体が登場し、一般アインストのパイロットが乗っていたため、何機かは量産されていたようである。
OG外伝
パイロットのアルフィミィにあわせてソウルゲインの一部を流用することで属性が変わり、復活。イェッツトを追い、ソウルゲインと共に戦場を駆ける。
無限EXCEED
次元転移のショックでアルフィミィを放り出して本体は消滅しているが、戦闘の際は「オニレンゲ」と「オニボサツ」はそれぞれ「鬼蓮華」「鬼菩薩」となり、彼女の体に合わせたサイズで召喚されている。
OGIN
エクセレンと共に連れ去ったヴァイスリッターをライン・ヴァイスリッターへと変異させた。コクピット内には操縦桿やレバーに類するものは無いが、ピアノの鍵盤のようなものが配置されている。エクセレンとの関係からアインストとしての消滅を免れているものの、「こちら側」に出現したノイヴォルフの攻撃からキョウスケを庇い、アルフィミィ共々ビームの中に消えた。
第2次OG
アルフィミィとアクセルがエンドレス・フロンティアから帰還した際に何事もなかったかのように復活する。その後の展開はアルフィミィを参照。
武装
ヨミジ (Yomiji)
黄泉路。オニボサツを異形のアインストに変化させ、光線を放つ。
マブイタチ (Mabuitachi)
マブイ（魂） + 断ち。オニレンゲを振るい衝撃波を放つ。
ライゴウエ (Raigoue)
来迎会。体中の鬼面から多数の光線を発射する。使用時にはフェイスガードが開き、マブイクライ（魂喰の相）と呼ばれる形相に変化する。
マブイエグリ (Mabuieguri)
マブイ（魂） + 抉り。オニボサツを異形のアインストに変化させ、相手を拘束。オニレンゲを突き刺し何度も抉る。登場作品を問わず、オニレンゲを引き抜くと血のような飛沫が迸る演出となっている。この時だけモノクロになる演出がなされる。『第2次OG』では頭部がアップになって返り血が顔にかかるカットインが追加されている。
なお、『EXCEED』でアルフィミィが使う技はこれに準じている。

### アインストファントム
アインストによってコピーされたファントムことゲシュペンスト。アインストによる影響からか機体再生能力が強化されている（オリジナルのゲシュペンスト・ファントムは再生能力を持たないため、付加されたと言うほうが正しい）。ほぼ完璧なコピーであり、同じくコピーされたナハト・アーベントと共に、アインストレジセイアに侵入したハーケン達の前に立ち塞がる。ファントムの精細は無限のフロンティア スーパーロボット大戦OGサーガ#パーソナルトルーパーとゲシュペンスト#ゲシュペンスト・ファントムを参照。戦闘BGMは「極めて近く、限りなく遠い世界に」。

### アインストナハト
アインストによってコピーされたアルトアイゼン・ナハト。機体再生能力が強化されている。

### アインストアーベント
アインストによってコピーされたヴァイスリッター・アーベント。機体再生能力が強化されている。アルトアイゼン・ナハトおよびヴァイスリッター・アーベントの精細は無限のフロンティア スーパーロボット大戦OGサーガ#パーソナルトルーパーとATX計画を参照。

### アインストアークゲイン
アインストによってコピーされたアークゲイン。機体再生能力が強化されている。まだ不完全な形態のヴァールシャイン・リヒカイトと共にハーケン達に襲いかかる。詳細は無限のフロンティア スーパーロボット大戦OGサーガ#その他とバンプレストオリジナルの機動兵器一覧#アークゲインを参照。

### アインストハーケン
（声優：檜山修之）
アインストによってコピーされたハーケン。後述のコピーキャラと同様に、意思は持たないが外見や能力に関してはほぼ完全なコピーである。自分の正体を知ったハーケンの前にアークゲインと共に現れ、襲い掛かってくる。
アークゲインを制御するために生み出されたらしいが、ハーケンとアークゲインとの関連は不明。被ダメージ時に発する言葉はハーケン本人と同じだが、倒れる際の台詞はアインストのものになっている。

### アインストカグヤ
（声優：ゆかな）
アインストによってコピーされた神夜。シュラーフェン・セレストのメイン電源ルームから4体同時に現れ、小牟に「肉のカーテン」呼ばわりされる。神夜本人は（自身の寸分違わぬコピーを見て）「我ながら凄い格好をしている」と語った。ハーケン達と遭遇する前に武酉城に姿を現し、神夜の関係者を混乱させ、一部の者を洗脳した。また、極めて近くコピーされているため、神夜が持っている霊力をも備えており、このコピーの結果、アインストはクロスゲートを支配する力を手に入れた。ダメージを受けると神夜と同じ言葉を発するが、倒した際に発する言葉はアインストハーケン同様にアインストのもの。戦闘BGMは「揺れる心の錬金術師 Ver.EF」。

### アインストレイジ
（声優：井上和彦）
アインストによってコピーされた零児。他のコピーアインストがオリジナルの個性を多少なりとも反映していたのに対し、アインストレイジはオリジナルの零児とは到底似つかない程、性格が凶悪化している（それでも一応、オリジナルの口癖である「重畳」は残っている）。他のコピーキャラ同様に、被ダメージ時の台詞は零児と同じ。しかし、攻撃開始時とやられ台詞が本物と違っている（やられ台詞は他のコピーキャラと同じ）。シュラーフェン・セレストのコアユニットを起動すると、制御ルームに出現。アインストシャオムゥ、沙夜、T-elosと共に襲いかかってくる。

### アインストシャオムゥ
（声優：南央美）
アインストによってコピーされた小牟。ほぼ無個性化しているコピーアインストの中、珍しくオリジナルのノリをわずかながら残しているが、やはりやられ台詞が他のコピーキャラ同様、アインストのものになっている。シュラーフェン・セレスト内で沙夜、T-elos、アインストレイジと共に襲い掛かってくる。台詞はないが、ダメージを受けると小牟と同じ言葉を発する。

### ノイサイバスター
OGIN…最終話でベーオウルフが生み出したコピータイプの1機で、サイバスターに酷似したアインスト。ディスカッターを模した剣を持ち、サイバスターと互角の高速機動でマサキを驚愕させた。アステリオンのマニューバーRaMVsで背中のプラーナコンバーターに該当する部分を破壊され、続いてヴァルシオーネのクロスマッシャーで下半身を吹き飛ばされる（この時、アステリオンに破壊された箇所は再生していた）。最後はサイバスターのコスモノヴァを受けて撃破された。下記のSRXタイプ、グルンガストタイプ、ノイGKと同時に出現し、その中で最後に倒されている。

### ノイSRX
OGIN…最終話でベーオウルフが生み出したコピータイプで、SRXに酷似したアインスト。目の部分からガウンジェノサイダーのような光線を放つ。ランドグリーズ・レイブンのツイン・リニアカノンとラーズアングリフ・レイブンの集束荷電粒子砲で両腕を吹き飛ばされ、間髪入れずSRXのZ.O.ソードで下半身も斬られた後、エクスバインボクサーとガーバインMk-III、AMガンナーによるフルインパクト・キャノンでとどめを刺された。同時に出現したコピータイプの中で最初に倒されている。

### ノイグルンガスト
OGIN…最終話でベーオウルフが生み出したコピータイプで、グルンガストに酷似したアインスト。計都羅睺剣を模したような剣を持ちベースは壱式と思われるが、各部に参式を模したと思われるパーツがある。高い再生能力を持ち、片腕を切り落とされても瞬時に再生した。フェアリオン・タイプGとタイプSの同時攻撃（パターンRHBのような連携）で怯んだところに、ビルトビルガーとビルトファルケンのツイン・バード・ストライクで両腕を斬られる。最後はグルンガストの計都羅睺剣・暗剣殺で十文字に切り裂かれて爆散した。

### ノイGK
OGIN…最終話でベーオウルフが生み出したコピータイプで、グレート雷門に酷似したアインスト。同時に現れた4体の中で最も大型。斬艦刀らしき大型剣を持っているシーンがある。放電で攻撃する他、ジガンスクード・ドゥロのシーズアンカー射出を正面から両腕で受け止めるパワーを誇る。オクトパス小隊の量産型ゲシュペンストMk-II2機によるライフル連射、さらにズィーガーリオンのレールガンを受けて怯んだところに、シーズアンカーで捕捉されてジガンテ・ウンギアの直撃を受け、真っ二つに裂かれた後バラバラに吹き飛んだ。この時、爆炎の中からサングラスにあたるパーツが飛んできて大写しになる演出がなされている。口の部分が露出しており笑ったように口角を上げたり、飛んできたアンカーがいきなり展開した際に驚いたように目を見開くなど表情が豊かである。名称は『電撃ホビーマガジン』2011年6月号の対談にて製作時の名前のみ判明した。

### ゲシュペンストタイプ（仮）
OGIN…最終話でベーオウルフにより生み出されたゲシュペンストタイプのアインスト。赤・青の2機の機体が同時に作りだされた。アルトアイゼンに似るが、上記のアインストアイゼンとは異なるデザインであり、スクエア・クレイモアやリボルビング・ステークに相当する武器は使用されなかった。ノイヴォルフと対峙するATXチームに対抗して生み出され、赤はヴァイサーガ、青は龍虎王の行く手を阻んだが、それぞれ奥義・光刃閃、龍王破山剣・逆鱗断で返り討ちにされた。

## 変異タイプ
ライン・ヴァイスリッター
エクセレンが連れ去られ敵対した際、変異した機体。ライン・ヴァイスリッターを参照。
ゲシュペンストMk-III→アインストヴォルフ→ノイヴォルフ
ベーオウルフのアインスト化の影響を受けて変異した機体。ゲシュペンストMk-IIIを参照。
ディカステス
ウェンドロのアインスト化の影響を受けて変異した機体。ディカステスの『OGIN』を参照。

## イェッツト
【独語 Jetzt = 今】
インスペクター事件の終盤におけるアースクレイドルの崩壊後、事後処理として派遣されたクライ・ウルブズによって捕獲されたアインストレジセイアに、ラズムナニウムを投与した結果誕生した別種のアインスト。属性を強制的に変えられたためか、アインストとしての崩壊を免れている。

### イェッツトクノッヘン
OG外伝……イェッツトレジセイアが生み出したアインストクノッヘンの進化系。全身が銀色に変色し、角が大型化している。

### イェッツトグリート
OG外伝……イェッツトレジセイアが生み出したアインストグリートの進化系。クノッヘン同様全身が銀色に変色し、触手（エレガントアルム）の先端に見方によっては花の蕾に見える突起物のようなものがついている。

### イェッツトレジセイア
OG外伝……『MX』においてクライ・ウルブズを壊滅させたデビルガンダムと同じ役割を担っている。クライ・ウルブズによって捕獲されたアインストレジセイアがツェントル・プロジェクトの一環としてラズムナニウムを投与されて変貌、進化した姿。アルフィミィ曰く「歪められた同胞」。アインストレジセイアとは異なり、ゲミュートに該当するパーツが消失している。そのため、元と比べて細身の印象がある。
イタリアの「トーチカ1」にて研究・保管されていたが暴走し、地上へと現れ逃亡する。雷のようなエネルギー波を放射する能力を獲得しており、トーチカ1の施設を一撃で破壊した。また下級のアインストに相当する個体を生産するなど、オリジナルと同じか、あるいはそれ以上の増殖能力も備えている。
行動の特筆すべき点として、沈黙するのみだったアインストレジセイアと比べわずかながら思考が見られるようになった。その一方、自身が何者か認識できなくなっており、自我の混乱がみられる（アルフィミィによれば、アインストである自分と変貌型であるイエッツトとは意志疎通が難しくなっているらしい）。
その後、クライ・ウルブズが追跡し、ミタールから渡されたRBE弾を使って倒そうとするが、逆にそのエネルギーを吸収して活性化し、クライ・ウルブズを壊滅させる。 壊滅直後に現れたアクセルとアルフィミィ、それから遅れてやってきたハガネ・ヒリュウ隊の攻撃により撃破されるが、戦闘中に出現した鋳人と何らかのコンタクトを交わし、また現れると示唆するようなことを残している。
第2次OG……その後残骸が回収されて、コア部分がフリッケライ・ガイストとアレス・ガイストの動力炉「ファウ・ケルン」として改良されて組み込まれ、残る部分もアレス・ガイストの構成パーツとして組み込まれた。
武装
エレガントアルム
アインストレジセイアと同様。
ウアタイルスクラフト
アインストレジセイアと同様だが、無数の下位イェッツトを生み出し、敵を拘束させてから光球を放つ。このとき、同属である下位イェッツトもろとも対象を握り潰すなど、アインスト以上に凶悪化、あるいは機械的な判断を下すようになっているような雰囲気を感じさせる。

### 名称不明タイプ
OGクロニクル……「袖すりあうも管鮑の交わり」に登場。イェッツトが戦闘エリアにあった様々な機動兵器の残骸を取り込んだ異形の怪物。ベースはゲシュペンストであるがリオンのミサイルポッドや量産型ヒュッケバインMk-IIの所持していたG・インパクトステークなどを取り込んでいるほか、アレス・ガイストの右腕に装備した武装に酷似したものがある。

### 書籍
- バンプレスト『Super Robot Wars OG Official File GAIDEN』2007年。（『OG外伝』購入特典）
- 『電撃スパロボ! Vol.7』メディアワークス、2007年。ISBN 978-4-8402-4044-4。
- 『電撃スパロボ! Vol.9』アスキー・メディアワークス、2008年。ISBN 978-4-04-867301-3。
- 八房龍之助、栗橋伸祐、原田将太郎、竹山祐右『スーパーロボット大戦OGクロニクル Vol.2』メディアワークス、2008年。ISBN 978-4-8402-4179-3。
- 八房龍之助、栗橋伸祐、竹山祐右、木村明広『スーパーロボット大戦OGクロニクル Vol.3』アスキー・メディアワークス、2009年。ISBN 978-4-04-867560-4。
- 在馬進『アクセス独和辞典 第3版』三修社、2011年。ISBN 978-4-384-01234-7。

### プラモデル
- コトブキヤ S.R.G-S-034 1/144 「ペルゼイン・リヒカイト」  2009年6月